# Возиловский сельский совет
Возиловский сельский совет (укр. Возилівська сільська рада) — входит в состав
Бучачского района
Тернопольской области
Украины.
Административный центр сельского совета находится в 
с. Возилов.

## История
- 1994 — дата образования.

## Населённые пункты совета
- с. Возилов

## Видатні особи
Процик Андрій Михайлович